# 1. jugoslawische Fußballliga 1926
Die 1. jugoslawische Fußballliga 1926 war die vierte Spielzeit der höchsten jugoslawischen Spielklasse im Fußball der Männer. Sie begann am 11. Juli 1926 und endete am 25. Juli 1926.
Meister wurde HŠK Građanski Zagreb.

## Modus
Die sieben regionale Meister spielten in einem K.-o.-System den jugoslawischen Meister aus.

## Teilnehmer und Spielorte
| Verein               | Stadt     | Fußballverband            |
| -------------------- | --------- | ------------------------- |
| SK Jugoslavija       | Belgrad   | Regionalverband Belgrad   |
| Ilrija Ljubljana     | Ljubljana | Regionalverband Ljubljana |
| Slavija Osijek       | Osijek    | Regionalverband Osijek    |
| SAŠK Sarajevo        | Sarajevo  | Regionalverband Sarajevo  |
| Hajduk Split         | Split     | Regionalverband Split     |
| HAD Bačka Subotica   | Subotica  | Regionalverband Subotica  |
| HŠK Građanski Zagreb | Zagreb    | Regionalverband Zagreb    |

## Viertelfinale
| Datum      |                      | Ergebnis |                  |
| ---------- | -------------------- | -------- | ---------------- |
| 11.07.1926 | HAD Bačka Subotica   | 02:12    | SK Jugoslavija   |
| 11.07.1926 | HŠK Građanski Zagreb | 7:1      | Ilrija Ljubljana |
| 11.07.1926 | SAŠK Sarajevo        | 1:2      | Hajduk Split     |
|            | Slavija Osijek       |          | Freilos          |

## Halbfinale
| Datum      |                      | Ergebnis |                |
| ---------- | -------------------- | -------- | -------------- |
| 18.07.1926 | HŠK Građanski Zagreb | 7:0      | Slavija Osijek |
| 18.07.1926 | SK Jugoslavija       | 5:1      | Hajduk Split   |

## Finale

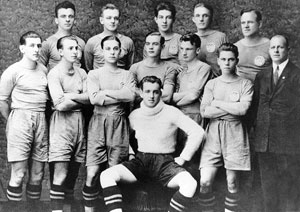
Meisterschaft von Gradanski

| Datum      |                      | Ergebnis |                |
| ---------- | -------------------- | -------- | -------------- |
| 25.07.1926 | HŠK Građanski Zagreb | 2:1      | SK Jugoslavija |